# Game.com

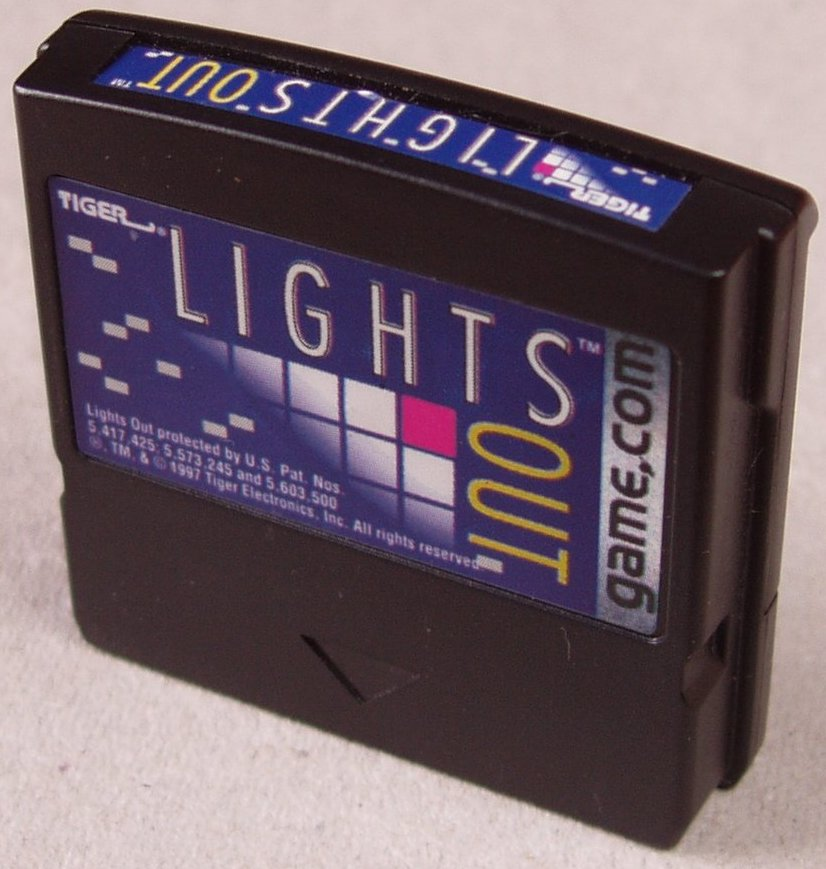
Cartouche du jeu Lights Out fournie avec la console

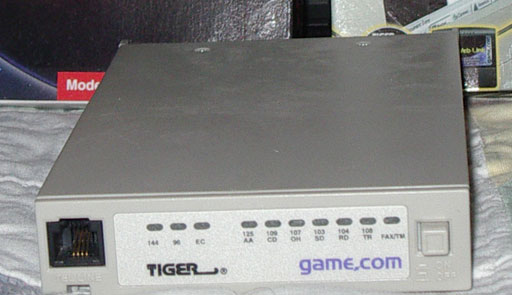
Modem Game.com

La Game.com est une console portable conçue par Tiger Electronics, sortie en septembre 1997. Proposant plusieurs nouvelles idées pour une console portable, elle était destinée à un public cible plus âgé.
La console propose des fonctions d'assistant personnel, tels un écran tactile et un stylet. Contrairement à d'autres consoles de jeux portables, la première version de la Game.com comprend deux emplacements pour cartouches de jeux et peut être connectée à un modem 14,4 kbit/s. La deuxième et dernière version de la console dispose d'une unique fente à cartouche. Il s'agit pour Tiger Electronics, au vu des ventes de la machine, d'un échec commercial causé par une mauvaise conception et un mauvais ciblage : la console étant sortie 8 ans après le Game Boy et 1 an avant le Game Boy Color de Nintendo, consoles largement plus convaincantes pour leur ludothèque beaucoup plus évoluée et leurs différences technologiques, bien que le Game Boy soit plus cher et dépourvu de modem.

## Jeux

### Jeux publiés
- Batman & Robin
- Centipede
- Duke Nukem 3D
- Fighters Megamix
- Frogger
- Henry
- Indy 500
- Jeopardy!
- Lights Out
- The Lost World: Jurassic Park
- Monopoly
- Mortal Kombat Trilogy
- Quiz Wiz: Cyber Trivia
- Resident Evil 2
- Scrabble
- Sonic Jam
- Tiger Casino (livré avec la console ou vendu séparément sur le site officiel)
- Wheel of Fortune
- Wheel of Fortune 2
- Williams Arcade Classics

Des accessoires Internet pour la console sont également sortis, notamment les cartes Game.com Internet et Tiger Web Link.

### Jeux annulés
- 1 001 Pattes
- Command and Conquer : Alerte rouge
- Castlevania: Symphony of the Night
- Furbyland
- WCW Whiplash
- Metal Gear Solid[3]
- NBA Hang Time

Un jeu sans titre (et non annoncé) est visible dans les publicités télévisées de la console ,. Il a été découvert plus tard que ce devait être une version game.com du jeu de rôle Shadow Madness, sorti sur PlayStation.

## Spécifications Techniques
| Dimensions (LxWxD)   | Originale: 190 × 108 × 19 mm / Pocket Pro: 140 x 86 × 28 mm |
| Processeur           | Processeur Sharp SM8521 8-Bit |
| Écran                | résolution 200 x 160, 3,5 pouces (Originale)/ 2,8 pouces (Pocket Pro)                                                                                                |
| Couleurs Disponibles | Noir et Blanc, avec 4 tons de gris |
| Son/Music            | Monophonique, avec 8-bit PCM et fonction FM, haut-parleur mono trouvable en haut à gauche de la console                                                              |
| Alimentation         | 4 piles AA (2 piles AA pour la version Pocket et Pocket Pro) ou adaptateur secteur                                                                                   |
| Ports                | Port série pour le câble Compete.com, câble internet et câble Weblink prise casque 3,5 mm; DC9 V in (AC Adapter); 2 Cartridge Slots (1 on the Pocket and Pocket Pro) |
| Boutons              | Power (On/Off); Action (A, B, C, D); 3 Fonctions (Menu, Sound, Pause); 1 Croix directionnelle; Volume; Contrast; Reset                                               |